# Guineai labdarúgó-szövetség
A guineai labdarúgó-szövetség (franciául: Fédération Guinéenne de Football, rövidítve: FGF) Guinea nemzeti labdarúgó-szövetsége. A szervezetet 1960-ban alapították, 1961-ben csatlakozott a Nemzetközi Labdarúgó-szövetséghez, 1962-ben pedig az Afrikai Labdarúgó-szövetséghez. A szövetség szervezi a Guineai labdarúgó-bajnokságot. Működteti a férfi valamint a női labdarúgó-válogatottat.